# TV Party
TV Party è il quarto EP del gruppo hardcore punk statunitense Black Flag, pubblicato nel luglio 1982 su SST Records. La traccia T.V. Party è  stata inclusa nella colonna sonora del film Repo Man.

## Tracce
- Tutte le tracce scritte da Greg Ginn.

1. TV Party – 3:51
2. I've Got to Run – 1:45
3. My Rules – 1:09

## Formazione[3]
- Henry Rollins - voce
- Greg Ginn - chitarra
- Dez Cadena - chitarra, voce
- Chuck Dukowski - basso
- Emil - batteria in TV Party
- Bill Stevenson - batteria in My Rules e I've Got To Run
- Jeff Stebbins - ingegnere del suono
- Glen E. Friedman - fotografia
- Ed Barton - produttore
- Black Flag - produttore